# مجموعة توف نورد
مجموعه تڤ نورد (يسمي TÜV NORD ) هي انشطه خدميه تقنيه بجميع انحاء العالم. تأسست عام 1869 ومقرها هانوفر، المانيا، يعمل لدي المجموعة أكثر من 10000 موظف في أكثر من 70 دوله في أوروبا، اسيا، أمريكا وافريقيا.
وتنقسم المؤسسة إلى الماركات والوحدات التجارية التالية:
الخدمات الصناعية – التنقل – التدريب وتكنولوجيا المعلومات
دي أم تي: للموارد الطبيعية
التيار تكنولوجي: الفضاء
تڤز،هو مصطلح الماني اختصارا Technischer Überwachungsverein ويعني بلغة عربية (جمعيه الفحص أو المراقبة الفني) وهي منظمه ألمانية تعمل علي التحقق من سلامه جميع أنواع المنتجات والخدمات لحمايه الإنسان، الأصول المادية والبيئة ضد أيه مخاطر.

## تاريخ المنظمة
تعود نشأه المجموعة الي الجمعيات الخاصة بفحص المراحل التقليدية التي اسستها هـذه الصناعة. والتي تعهدت طواعية ببدء مراقبه وضمان السلامة التشغيلية للغلايات.
تدريجيا قامت الحكومة بإعطائها مهاما إضافيه متعلقة بالسلامة مثل التفتيش المنتم للسيارات، ولا تزال هي كلمه السر علي الطرق الألمانية لليوم.

## وصلات خارجية
- الموقع الرسمي لمجموعة توف نورد
- FAHSS الموقع الرسمي للمجموعة في المملكة العربية السعودية